# Fisher (DJ)
Paul Nicholas Fisher, conhecido pelo nome artístico, Fisher (estilizado como FISHER), é um produtor musical australiano. Ele foi nomeado para o Prêmio ARIA de 2018 de Melhor Lançamento de Dance, bem como para a categoria de Melhor Gravação Dance no 61º Grammy Awards (2019), por seu single solo "Losing It".

## Carreira

### Surfe
Fisher foi um surfista profissional na World Qualifying Series antes de iniciar sua carreira na música.

### Música
Fisher fazia parte da dupla de DJs Cut Snake. O grupo foi formado pelo também surfista Leigh "Sedz" Sedley. A dupla começou a discotecar enquanto viajava no circuito de surfe profissional.
Fisher mais tarde em carreira solo, começou a lançar faixas de house music sob o nome artístico de "Fisher". Em junho de 2017, Fisher lançou seu single de estreia "Ya Kidding", seguido do EP "Oi Oi" em novembro de 2017, que inclui as faixas "Stop It" e "Ya Didn't".
Em março de 2018, Fisher lançou "Crowd Control". "Crowd Control" ficou em na posição de número 116 no Triple J Hottest 100 de 2018.
Em julho de 2018, Fisher lançou "Losing It", que alcançou o primeiro lugar no ARIA Club Tracks Chart e chegou ao top 50 no Hot Dance / Electronic Songs da Billboard, Dance/Mix Show Airplay e Dance Club Songs, este último se tornando seu primeiro número um nos Estados Unidos. "Losing It" também rendeu a Fisher sua primeira indicação ao Grammy de "Melhor Gravação de Dança" no Grammy de 2019. "Losing It" ficou em segundo lugar no Triple J Hottest 100 de 2018.
Em 10 de maio de 2019, Fisher lançou "You Little Beauty", que se tornou seu segundo número um na parada de músicas de Dance Club. "You Little Beauty" ficou na posição de número 53 no Triple J Hottest 100 de 2019.
Em 20 de março de 2020, Fisher lançou "Freaks", o single principal de seu EP de mesmo nome. O EP foi lançado em 31 de março, junto com o segundo single “Wanna Go Dancin”.

## Discografia

### Extended plays
| Título | Detalhes                                                                                         |
| ------ | ------------------------------------------------------------------------------------------------ |
| Freaks | - Lançado em: 31 March 2020 - Gravadora: Catch & Release - Formatos: Digital download, streaming |

### Singles
| Título                                                      | Ano  | Melhor posição nas paradas | Melhor posição nas paradas | Melhor posição nas paradas | Melhor posição nas paradas | Melhor posição nas paradas | Melhor posição nas paradas | Certificações          | Álbum           |
| Título                                                      | Ano  | AUS                        | BEL(FL)                    | IRE                        | NZHot                      | UK                         | US Dance Club Songs        | Certificações          | Álbum           |
| ----------------------------------------------------------- | ---- | -------------------------- | -------------------------- | -------------------------- | -------------------------- | -------------------------- | -------------------------- | ---------------------- | --------------- |
| "Ya Kidding"                                                | 2017 | —                          | —                          | —                          | —                          | —                          | —                          | Não presente em álbums |                 |
| "Stop It" ”Ya Didn't”                                       | 2017 | —                          | —                          | —                          | —                          | —                          | —                          | Não presente em álbums |                 |
| "Crowd Control"                                             | 2018 | —                          | —                          | —                          | —                          | —                          | —                          | Não presente em álbums |                 |
| "Losing It"                                                 | 2018 | 35                         | 26                         | 60                         | 17                         | 60                         | 1                          | Não presente em álbums | - ARIA: Platina |
| "You Little Beauty"                                         | 2019 | 41                         | 1                          | 50                         | —                          | 78                         | 1                          | Não presente em álbums |                 |
| "Freaks"                                                    | 2020 | —                          | —                          | —                          | 12                         | —                          | —                          |                        | Freaks          |
| "Wanna Go Dancin'"                                          | 2020 | —                          | —                          | —                          | 25                         | —                          | —                          |                        | Freaks          |
| "Just Feels Tight"                                          | 2021 | —                          | —                          | —                          | 10                         | —                          | —                          | Não presente em álbum  |                 |
| "—" cita uma gravação que não alcançou posição nas paradas. |      |                            |                            |                            |                            |                            |                            |                        |                 |

## Prêmios e nomeações

### AIR Awards
O Australian Independent Record Awards (comumente conhecido informalmente como AIR Awards) é uma noite de premiação anual para reconhecer, promover e celebrar o sucesso do setor musical independente da Austrália.
| Ano                | Nomeado em  | Prêmio                                             | Resultado |
| AIR Awards of 2019 | "Losing It" | Best Independent Dance, Electronica or Club Single | Indicado  |

### ARIA Music Awards
ARIA Music Awards é uma cerimônia anual de premiação que reconhece excelência, inovação e conquistas em todos os gêneros da música australiana.
| Ano  | Nomeado em          | Prêmio             | Resultado |
| ---- | ------------------- | ------------------ | --------- |
| 2018 | "Losing it"         | Best Dance Release | Indicado  |
| 2019 | "You Little Beauty" | Best Dance Release | Indicado  |

### DJ Magazine's top 100 DJs
| Ano  | Posição | Notas        | Ref.   |
| ---- | ------- | ------------ | ------ |
| 2019 | 63      | Nova entrada | [ 24 ] |

### International Dance Music Awards
O International Dance Music Awards é uma cerimônia anual de premiação realizada em Miami Beach, Flórida, Estados Unidos, como uma parte importante da Winter Music Conference. Os prêmios começaram em 1985.
| Ano  | Categoria                         | Trabalho            | Resultado | Ref.          |
| ---- | --------------------------------- | ------------------- | --------- | ------------- |
| 2019 | Artista inovador do ano           | N/A                 | Indicado  | [ 25 ] [ 26 ] |
| 2019 | Melhor Canção Eletrônica          | "Losing It"         | Venceu    | [ 25 ] [ 26 ] |
| 2020 | Melhor artista de House Music     | N/A                 | Venceu    | [ 27 ]        |
| 2020 | Melhor faixa de música eletrônica | "You Little Beauty" | Venceu    | [ 27 ]        |

### Grammy Awards
O Grammy Award é uma premiação apresentada pela The Recording Academy destinado a reconhecer a excelência na indústria da música. Os prêmios começaram a ser entregues em 1959.
| Ano  | Categoria                | Trabalho    | Resultado | Ref.   |
| ---- | ------------------------ | ----------- | --------- | ------ |
| 2019 | Melhor Gravação de Dance | "Losing It" | Indicado  | [ 28 ] |